# Call of Duty: World at War – Final Fronts
Call of Duty: World at War – Final Fronts (с англ. — «Зов долга: Мир в войне – Завершающие фронты») — компьютерная игра в жанре шутер от первого лица, спин-офф оригинальной Call of Duty: World at War для PlayStation 2. Игра разработана британской студией Rebellion Developments и изданной компанией Activision в ноябре 2008 года. Это последняя игра серии Call of Duty, выпущенная на игровую консоль шестого поколения PlayStation 2.
У спин-оффа Final Fronts имеется своя собственная сюжетная кампания, включающая в себя 13 миссий, повествующих о военных действиях армии США в Тихоокеанском театре Второй мировой, Арденнских сражениях в Европе, а также британских войсках, которые продвигались через реку Рейн в Германию.

## Игровой процесс
Call of Duty: World at War – Final Fronts является шутером от первого лица. В отличие от основной World at War, в игре присутствует только однопользовательский режим и нет многопользовательской игры. Действие игры происходит в период Второй мировой войны. Игрок может одновременно носить только два вида огнестрельного оружия, а также несколько гранат. Арсенал аналогичен Call of Duty: World at War, однако урезан в связи с отсутствуем кампании за СССР. Из оружия для игрока доступны: винтовки M1 Garand, M1 Carbine, Arisaka Type 99, Karabiner 98k, Lee-Enfield и автомат StG 44; пистолеты-пулемёты Thompson M1A1, Nambu Type 100, MP40 и STEN; ручные пулемёты Nambu Type 99 и BAR M1918A2; дробовик Winchester M1897 «Trench Gun»; огнемет М2; гранатомёт M1 Bazooka и Panzerschreck; ручные гранаты Mk II, Type 97, Stielhandgranate 24 и дымовая граната M18. Во время прохождения уровней игрока сопровождают дружественные неигровые персонажи (NPC) — солдаты Великобритании и США, которые помогают игроку убивать врагов и выполнять поставленные цели, требуемые для прохождения миссии. Игра была подвергнута критике со стороны некоторых рецензентов из-за плохого искусственного интеллекта NPC, о чём к примеру свидетельствуют случаи, когда дружественные солдаты «выталкивают» игрока из укрытий на линию вражеского огня.

## Сюжет
Сюжетная кампания в игре разделена на четыре главы и охватывает временной период с 1942 по 1945 год, показывая сражения на Тихоокеанском и Западноевропейском театре военных действий Второй мировой войны. В Final Fronts в отличие от основной World at War, нет кампании за Красную армию на Восточном фронте. Игрок берёт на себя роль морского пехотинца США в тихоокеанских главах, а также британских и американских солдат в европейских кампаниях.

### Персонажи
В тихоокеанских главах кампании — «Война на Тихом океане» и «Победа на Тихом океане» — протагонистом является рядовой Джо Миллер (англ. Pvt. Joe Miller) из 2-й дивизии морской пехоты США, который вместе с собратьями-солдатами (персонажами из оригинальной World at War), сержантом Ройбуком (англ. Sgt. Roebuck) и капралом Полонски (англ. Cpl. Polonsky), пробивается сквозь японскую оборону на тихоокеанских островах, участвуя в битвах за Гуадалканал, атолл Тараву, Сайпан и Окинаву. Однако, в отличие от сюжета основной World at War, и Ройбук и Полонски переживают финальную битву в замке Сюри на Окинаве. В европейских главах кампании имеется три главных героя: рядовой Лукас Гибсон (англ. Pvt. Lucas Gibson) из 80-й пехотной дивизии генерала Джорджа С. Паттона 3-й армии США, рядовой Том Шарп (англ. Pvt. Tom Sharpe) из 6-й воздушно-десантной дивизии Великобритании, а также комендор-сержант Алекс Макколл (англ. GySgt. Alex McCall) из 4-й бронетанковой дивизии США. В первой европейской главе «Зимнее наступление» показана Арденнская операция, в которой американцы занимают Эттельбрюк в Люксембурге, в то время как англичане освобождают город Бастонь в Бельгии. Во второй европейской главе, «Победа в Европе», британская 6-я воздушно-десантная дивизия берёт немецкий город Везель в рейнской воздушно-десантной операции, а американская 80-я пехотная дивизия входит в городок Браунау-ам-Инн в Австрии, место рождения Адольфа Гитлера.

## Разработка
Компания Treyarch, работавшая над Call of Duty: World at War для платформ Windows, PlayStation 3, Xbox 360 и Wii, не участвовала в разработке версии для PlayStation 2. Вместо этого издатель Activision передал создание версии World at War для PS2, британской студии Rebellion Developments. По мере разработки проект превратился в спин-офф, обзавёлся собственной сюжетной линией и получил подзаголовок Final Fronts.

Сравнение графики в оригинальной версии игры (сверху) и версии для PS2 (снизу)

В отличие от основной версии World at War, где использовался игровой движок IW Engine (модифицированная версия IW 3.0 от Call of Duty 4: Modern Warfare), Final Fronts из-за ограниченной вычислительной мощности консоли PlayStation 2 построена на движке Asura, разработанном Rebellion. Графика в игре визуально схожа с ранее вышедшими играми серии на PS2, однако использование движка Asura позволило игрокам применять такие динамические элементы, как огонь, чтобы повлиять на динамику боя. Звуковая составляющая схожа с основной версией Call of Duty: World at War, также был использован саундтрек, написанный композитором Шоном Мюрреем, как и звуки оружия. При создании игры компания Rebellion позаимствовала часть контента из предыдущих игр серии Call of Duty. Некоторые звуковые файлы, в частности, озвучивание немецких солдат взято из Call of Duty 2. Внутриигровая модель сержанта Ройбука в Final Fronts аналогична модели сержанта Майка Диксона в Call of Duty 3, однако в то же время Ройбука, как и в основной World at War, озвучивает актёр Кифер Сазерленд, которому для Final Fronts пришлось записать дополнительные диалоги.

## Выход
В начале мая 2008 года генеральный директор Activision Publishing Майк Гриффит (англ. Mark Griffiths) объявил, что очередная игра серии Call of Duty (рабочее название «Call of Duty 5») выйдет до конца 2009 финансового года, в том числе на консоль PlayStation 2, позднее, 9 июня официально анонсирована Call of Duty: World at War в сеттинге Второй мировой войны. 5 сентября 2008 года Activision подтвердила сайту GameSpot, что версия World at War для PS2 является отдельной игрой со своей сюжетной линией и разрабатывается студией Rebellion. Организация ESRB поставила игре возрастной рейтинг «T», в то время как основная World at War получила более строгий рейтинг «M».
Выход игры состоялся 10 ноября 2008 года в Северной Америке (регион NTSC), за один день до релиза оригинальной Call of Duty: World at War. В регионе PAL релиз состоялся — 12 ноября в Австралии, 14 ноября в Европе и 15 ноября в Германии. В регионе NTSC-J игра вышла 21 ноября только в Южной Корее. Официально в России игра вышла без русской локализации, 26 ноября 2008 года, дистрибьютором выступила СофтКлаб.

## Восприятие
| Сводный рейтинг       | Сводный рейтинг |
| Агрегатор             | Оценка          |
| --------------------- | --------------- |
| GameRankings          | 67,50 %         |
| Иноязычные издания    |                 |
| Издание               | Оценка          |
| IGN                   | 4,5/10          |
| Gameplanet            | 9,0/10          |
| Русскоязычные издания |                 |
| Издание               | Оценка          |
| VRgames               | 5,0/10          |

Так как на момент выхода Call of Duty: World at War – Final Fronts консоль PlayStation 2 стала менее актуальной, игра в целом осталась незамеченной на фоне релиза основной версии для других игровых платформ. В крайне немногочисленных обзорах различных изданий игра получила смешанные отзывы критиков. Сайт GameRankings, который показывает средний рейтинг игры в виде процентного отношения к 100, рассчитал оценку в районе 67 %, основываясь на двух обзорах.

### Продажи
По данным сайта VG Chartz на начало 2018 года во всём мире было продано 1,72 млн копий Call of Duty: World at War – Final Fronts.

После выхода Final Fronts в России, игра держалась 5 месяцев в первой десятке среди самых продаваемых для консоли PlayStation 2, занимая при этом в чартах продаж: в ноябре 2008 года — 3 место; в декабре — 1 место; в январе 2009 года — 4 место; в феврале — 9 место; позднее, в апреле ещё раз поднялась на 7 место в топе.